# Struktúrpaszta
A struktúrpaszta egy nagy fedőképességű 3D-s festőművészeti alapanyag, mellyel térbeli képeket készíthetünk anélkül, hogy megkockáztatnánk a felvitt festék lepotyogását. Általában spaklival viszik fel ezt a nagy viszkozitású terméket a képekre vagy díszítendő tárgyakra. Az utóbbi időben nem csak a művészek kedvelt alapanyaga, hanem a kreatív hobbi vonal követői is előszeretettel használják.